# Big Rock (caballo)
Big Rock (n. Francia; 8 de febrero de 2020) es un caballo pura sangre inglés propiedad de la Yeguada Centurión y entrenado por Christopher Head, en el centro de entrenamiento de Chantilly (Francia). Hijo de Rock Of Gibraltar (IRE) y Hardiyna (IRE) (hija de Sea The Stars). Fue criado también por la Yeguada Centurión y pertenece a una familia clásica del Aga Khan.

## Premios
Después de haber sido segundo en tres importantes carreras de Grupo 1 en Francia en 2023, venció en el Hipódromo de Ascot el prestigioso Queen Elizabeth II Stakes, dentro de la jornada del Champion's Day celebrado el pasado 21 de octubre de 2023. 

## Mejores actuaciones
- Queen Elizabeth II Stakes - Grupo 1 - Hipódromo de Ascot (2023)
- 2.º del Prix du Jockey Club - Grupo 1 - Hipódromo de Chantilly (2023)
- 2.º del Prix du Haras de Fresnay-le-Buffard Jacques Le Marois - Grupo 1 - Hipódromo de Deauville (2023)
- 2.º del Prix du Moulin de Longchamp - Grupo 1 - Hipódromo de ParisLongchamp (2023)
- Prix de Guiche - Grupo 3 - Hipódromo de Chantilly (2023)
- Prix La Force - Grupo 3 - Hipódromo de ParisLongchamp (2023)
- Prix Maurice Caillault - Listed - Hipódromo de Chantilly (2023)